# Teresa Gierzyńska
Teresa Gierzyńska (ur. 1947 w Rypinie) – polska artystka fotografka.
Laureatka artystycznej Nagrody Sztuki im. Marii Anto i Elsy von Freytag-Loringhoven w 2019.

## Życiorys
Absolwentka Akademii Sztuki Pięknych w Warszawie (1971), gdzie studiowała rzeźbę, projektowanie brył i płaszczyzn w pracowni Oskara Hansena; rysunek u  Bogusława Szwacza i grafikę u Józefa Pakulskiego. 
Od 1962 roku zajmuje się szeroko rozumianą fotografią, technikami jej powielania i przetwarzania. W 1964 na rok wyjechała do Kanady w celach związanych z edukacją artystyczną. W swojej twórczości wykorzystuje archiwum rodzinne, znalezione zdjęcia, pocztówki, fotografie prasowe. Tworzy cykle: O niej, Podróże, O świetle. W latach 1967–2003 dokumentowała życie i twórczość swojego męża Edwarda Dwurnika. Na licznych wystawach indywidualnych i zbiorowych prezentowała swoje rysunki, grafikę oraz fotografie.
Prace Teresy Gierzyńskiej znajdują się m.in. w Muzeum Sztuki w Łodzi, Muzeum Okręgowym w Bydgoszczy, Centrum Sztuki Współczesnej Zamek Ujazdowski i Muzeum Sztuki Nowoczesnej w Warszawie, Centre Pompidou w Paryżu, Museo Internacional de Electrografia w Cuenca, Art Institute of Chicago oraz kolekcjach prywatnych w kraju i za granicą.
Artystka mieszka i pracuje w Warszawie.

## Ważniejsze wystawy
- 1969 – Rysunek – Wnętrze Galeria Klubu Medyk Warszawa z Edwardem Dwurnikiem i Przemysławem Kwiekiem
- 1970 – Ogólnopolski Plener Młodej Rzeźby, Legnica
- 1972 – IV Festiwal Sztuk Pięknych, Warszawa
- 1975 – Grafika BWA Legnica (wystawa indywidualna)
- 1976 – T.G. Grafika Salon Wystawowy SBWA, Piastów
  - Grafika(Wspomnienia) DAP Warszawa (wystawa indywidualna)
- 1978 – I Międzynarodowe Triennale Rysunku, Wrocław
  - Ogólnopolskie Biennale Sztuki Młodych, BWA Sopot
  - Postawy II Konfrontacje Plastyczne, Klub Forum ZK ZSMP, Kraków
- 1979 – „Erotyka”, DAP Warszawa
  - Erotyzm BWA Sopot
  - Polsk Kunst, Kobenhavns Radhus, Kopenhaga
- 1980 – Radarowa – Galeria – Grafiki, Galeria Sztuki Współczesnej, Rynek Starego Miasta, Warszawa
  - „Żywot człowieka poczciwego” Galeria MDM, Warszawa
- 1981 – ONA ONO JA Galeria Ściana Wschodnia, Warszawa (wystawa indywidualna)
- 1986 – Ninth British International Print Biennale, Bradford, Muzeum Wiktorii i Alberta, Londyn
  - Post Art 1 Stefana Szczelkuna, Londyn
- 1988 – L’Immagine delle Donne, Rassegna Fotografica Europea, Siena, Buonconvento
  - Polish Perceptions – Ten Contemporary Photographers 1977-88, Collins Gallery, Glasgow
  - 2 Bienal Internacional de Electrografia y Copy Art, Walencja
  - Collezione, Autori del Fondo Fotografico della Circoscrizione, Centro Civico di S. Miniato, Siena, Włochy
- 1989 – Spojrzenia/Wrażenia, ze zbiorów Muzeum Sztuki w Łodzi, Muzeum Sztuki, Łódź
- 1990 – Looking East, Aarhus Festuge, Galleri Image, Aarhus
  - Permanent Collection of Contemporary Technological Art, Art,Vicerrectorado de Extension Universitaria, Cuenca, Hiszpania
- 1990 – O niej. Czarne, białe i zielone, Galeria FF Łódź (wystawa indywidualna)
- 1991 – Cienie i zakryte ciało… Mała Galeria ZPAF-CSW Warszawa (wystawa indywidualna)
- 1992 – Europa unden Rammer, Aarhus Festuge, Galleri Image, Aarhus
- 1993 – T.G., Galeria ZPAF, Kraków (wystawa indywidualna)
  - I Biennale Małych Form Fotograficznych, Galeria Miejska BWA, Poznań
- 2002 – Wystawa jubileuszowa, Mała Galeria ZPAF-CSW, Warszawa
- 2004 – Cztery Obrazy, Mała Galeria ZPAF-CSW, Warszawa (wystawa indywidualna)[10]
  - Projekt Portret Zbiorowy Polaków, Galeria 2b/Stowarzyszenie STEP, Warszawa
  - Cztery obrazy Centrum Sztuki Współczesnej Zamek Ujazdowski (wystawa indywidualna)[11]
- 2006 – Ikony Zwycięstwa, Galeria 2b/Stowarzyszenie STEP, Muzeum Przemysłu w dawnej Fabryce Norblina, Warszawa
  - Ikony Zwycięstwa, Łódź Art Center, Łódź
- 2007 – Ikony Zwycięstwa, MCSW „Elektrownia”, Radom
  - Czas zapamiętany, Mała Galeria 1977-2006, CSW Zamek Ujazdowski, Warszawa
- 2008 – 3. aukcja Polska Fotografia Kolekcjonerska, Dom Aukcyjny Rempex „Senatorska”, Warszawa
  - Wystawa dla Przyjaciół i Znajomych oraz Nieznajomych, Galeria Apartamentowiec „Przyorle”, Warszawa
  - Istota rzeczy, Czarna Galeria, Warszawa(wystawa indywidualna)[12]
  - Polska Fotografia Kolekcjonerska IV edycja, Dom Aukcyjny Rempex „Senatorska”, Warszawa
- 2009 – O niej. Fotografie z lat 1967–2008, Galeria ART+on, Warszawa (wystawa indywidualna)[13]
  - Istota rzeczy, Galeria Czarna, Warszawa[14]
  - Fotografia Kolekcjonerska 5 edycja, Artinfo.pl i Galeria ART +on, Warszawa
  - Viennafair 2009, Wiedeń (z Czarną Galerią)
  - SIEGesIKONen transFORM, Humboldt Umspannwerk, Berlin
  - Sztuka czasu kryzysu, Lewicka 10, Warszawa
- 2010 – Volta 6, targi sztuki, Bazylea (z Czarną Galerią)
  - Arte Santander – XIX Feria Internacional de Arte Contemporaneo, Hiszpania (z Czarną Galerią)
  - Kolekcjonerska Aukcja Fotografii (non-profit), Fundacja ARTon, Warszawa
  - Paris Photo, Spotlight on Central Europe, Carrousel du Louvre, Paryż (z Czarną Galerią)
- 2012 – Chora sztuka, Warszawa IV piętrze dawnego szpitala dziecięcego (al. Jerozolimskie 57, Warszawa)[15]
- 2014 – Nad rzeką, której nie ma, BWA Sokół, Nowy Sącz (wystawa indywidualna)[16]
  - Dotyk, Galeria Pola Magnetyczne 7[17]
- 2018 – Leworęczna, Galeria Pola Magnetyczne[18]
- 2021 – Kobiety żyją dla miłości, Zachęta, Warszawa[19]

## Nagrody
W 2019 r. otrzymała Nagrodę Sztuki im. Marii Anto i Elsy von Freytag-Loringhoven.